# Catasetum lanceatum
Catasetum lanceatum là một loài thực vật có hoa trong họ Lan. Loài này được F.E.L.Miranda mô tả khoa học đầu tiên năm 1986.